# Едогон
Едогон — село в Тулунском районе Иркутской области России. Административный центр Едогонского муниципального образования.

## Этимология
По мнению Матвея Мельхеева, топоним Едогон происходит от бурятского одегон — шаманка, кудесница.
Также существует предположение, что название населённого пункта происходит от карагасского идгын — заколдованное, проклятое место. Ранее в окрестностях села проживали карагасы.
По мнению Станислава Гурулёва, топоним происходит от бурятского ёдоо — пихта и эвенкийского суффикса.

## География
Село находится на расстоянии примерно 41 км к юго-западу от города Тулун, административного центра района.

## История
Село основано в 1892 году. В 1945—1953 годах входило в состав Икейского района.

## Население
| 2002 | 2010 | 2011 | 2012 |
| ---- | ---- | ---- | ---- |
| 787  | ↘756 | ↘753 | ↘732 |

### Половой состав
По данным Всероссийской переписи, в 2010 году в селе проживало 756 человек (383 мужчины и 373 женщины).